# Ognes, Aisne

Ognes este o comună în departamentul Ain, Franța. În 1 ianuarie 2022 avea o populație de 1.113 de locuitori.